# Oliver Marach
Oliver Marach (Graz, 16 juli 1980) is een tennisspeler uit Oostenrijk. Hij begon op zesjarige met het spelen van tennis. Marach wordt gecoacht door zijn vrouw Jessie, met wie hij 4 juli 2009 in het huwelijk trad. Marach speelt voornamelijk in het herendubbeltoernooi, waar hij in 2010 de negende plek op de ATP-ranglijst wist te behalen.

## Palmares

### Enkelspel
| Gewonnen challengers |                  |              |        |                    |                  |
| 1.                   | 14 november 2004 | Buenos Aires | Gravel | Diego Moyano       | 6-2, 6-3         |
| 2.                   | 5 juni 2005      | Sassuolo     | Gravel | Paul Capdeville    | 6-3, 4-6, 6-4    |
| 3.                   | 28 augustus 2005 | Manerbio     | Gravel | Melle Van Gemerden | 6-3, 6-2         |
| 4.                   | 7 mei 2006       | Rome         | Gravel | Adrian Ungur       | 4-6, 6-4, 7-5    |
| 5.                   | 22 juli 2007     | Rimini       | Gravel | Daniel Koellerer   | 4-6, 2-0, opgave |

### Dubbelspel
| Nr.                              | Datum             | Toernooi           | Ondergrond    | Partner              | Tegenstanders in finale                   | Score                        | Details |
| -------------------------------- | ----------------- | ------------------ | ------------- | -------------------- | ----------------------------------------- | ---------------------------- | ------- |
| Gewonnen finales herendubbel     |                   |                    |               |                      |                                           |                              |         |
| 1.                               | 16 september 2007 | ATP Boekarest      | Gravel        | Michal Mertiňák      | Martín García Sebastián Prieto            | 7-6(2), 7-6(8)               | Details |
| 2.                               | 2 maart 2008      | ATP Acapulco (1)   | Gravel        | Michal Mertiňák      | Agustín Calleri Luis Horna                | 6-2, 6-7(3), [10-7]          | Details |
| 3.                               | 12 april 2009     | ATP Casablanca     | Gravel        | Łukasz Kubot         | Simon Aspelin Paul Hanley                 | 7-6(4), 3-6, [10-6]          | Details |
| 4.                               | 10 mei 2009       | ATP Belgrado       | Gravel        | Łukasz Kubot         | Johan Brunström Jean-Julien Rojer         | 6-2, 7-6(3)                  | Details |
| 5.                               | 1 november 2009   | ATP Wenen          | Hardcourt (i) | Łukasz Kubot         | Julian Knowle Jürgen Melzer               | 2-6, 6-4, [11-9]             | Details |
| 6.                               | 7 februari 2010   | ATP Santiago       | Gravel        | Łukasz Kubot         | Potito Starace Horacio Zeballos           | 6-4, 6-0                     | Details |
| 7.                               | 27 februari 2010  | ATP Acapulco (2)   | Gravel        | Łukasz Kubot         | Fabio Fognini Potito Starace              | 6-0, 6-0                     | Details |
| 8.                               | 9 mei 2010        | ATP München        | Gravel        | Santiago Ventura     | Eric Butorac Michael Kohlmann             | 5-7, 6-3, [16-14]            | Details |
| 9.                               | 20 februari 2011  | ATP Buenos Aires   | Gravel        | Leonardo Mayer       | Franco Ferreiro André Sá                  | 7-6(6), 6-3                  | Details |
| 10.                              | 24 juli 2011      | ATP Hamburg (1)    | Gravel        | Alexander Peya       | František Čermák Filip Polášek            | 6-4, 6-1                     | Details |
| 11.                              | 2 oktober 2011    | ATP Bangkok        | Hardcourt (i) | Aisam-ul-Haq Qureshi | Michael Kohlmann Alexander Waske          | 7-6(4), 7-6(5)               | Details |
| 12.                              | 14 januari 2012   | ATP Auckland (1)   | Hardcourt     | Alexander Peya       | František Čermák Filip Polášek            | 6-3, 6-2                     | Details |
| 13.                              | 9 februari 2014   | ATP Viña del Mar   | Gravel        | Florin Mergea        | Juan Sebastián Cabal Robert Farah Maksoud | 6-3, 6-4                     | Details |
| 14.                              | 10 januari 2016   | ATP Chennai        | Hardcourt     | Fabrice Martin       | Austin Krajicek Benoît Paire              | 6-3, 7-5                     | Details |
| 15.                              | 21 februari 2016  | ATP Delray Beach   | Hardcourt     | Fabrice Martin       | Bob Bryan Mike Bryan                      | 3-6, 7-6(7), [13-11]         | Details |
| 16.                              | 30 juli 2017      | ATP Gstaad         | Gravel        | Philipp Oswald       | Jonathan Eysseric Franko Škugor           | 6-3, 4-6, [10-8]             | Details |
| 17.                              | 22 oktober 2017   | ATP Stockholm      | Hardcourt (i) | Mate Pavić           | Aisam-ul-Haq Qureshi Jean-Julien Rojer    | 3-6, 7-6(6), [10-4]          | Details |
| 18.                              | 5 januari 2018    | ATP Doha           | Hardcourt     | Mate Pavić           | Jamie Murray Bruno Soares                 | 6-2, 7-6(6)                  | Details |
| 19.                              | 13 januari 2018   | ATP Auckland (2)   | Hardcourt     | Mate Pavić           | Maks Mirni Philipp Oswald                 | 6-4, 5-7, [10-7]             | Details |
| 20.                              | 27 januari 2018   | Australian Open    | Hardcourt     | Mate Pavić           | Juan Sebastián Cabal Robert Farah Maksoud | 6-4, 6-4                     | Details |
| 21.                              | 26 mei 2018       | ATP Genève (1)     | Gravel        | Mate Pavić           | Ivan Dodig Rajeev Ram                     | 3-6, 7-6(3), [11-9]          | Details |
| 22.                              | 25 mei 2019       | ATP Genève (2)     | Gravel        | Mate Pavić           | Matthew Ebden Robert Lindstedt            | 6-4, 6-4                     | Details |
| 23.                              | 28 juli 2019      | ATP Hamburg (2)    | Gravel        | Jürgen Melzer        | Robin Haase Wesley Koolhof                | 6-2, 7-6(3)                  | Details |
| Verloren finales herendubbel     |                   |                    |               |                      |                                           |                              |         |
| 1.                               | 28 mei 2006       | ATP Pörtschach     | Gravel        | Cyril Suk            | Bob Bryan Mike Bryan                      | 2-6, 4-6                     | Details |
| 2.                               | 16 juli 2006      | ATP Båstad         | Gravel        | Christopher Kas      | Jonas Björkman Thomas Johansson           | 3-6, 6-4, [4-10]             | Details |
| 3.                               | 30 juli 2006      | ATP Kitzbühel      | Gravel        | Cyril Suk            | Philipp Kohlschreiber Stefan Koubek       | 2-6, 3-6                     | Details |
| 4.                               | 29 april 2007     | ATP Casablanca     | Gravel        | Łukasz Kubot         | Jordan Kerr David Škoch                   | 6-7(4), 6-1, [4-10]          | Details |
| 5.                               | 1 maart 2009      | ATP Acapulco       | Gravel        | Łukasz Kubot         | František Čermák Michal Mertiňák          | 6-4, 4-6, [7-10]             | Details |
| 6.                               | 14 februari 2010  | ATP São Paulo      | Gravel        | Łukasz Kubot         | Pablo Cuevas Marcel Granollers            | 5-7, 4-6                     | Details |
| 7.                               | 6 februari 2010   | ATP Santiago       | Gravel        | Łukasz Kubot         | Marcelo Melo Bruno Soares                 | 3-6, 6-7(3)                  | Details |
| 8.                               | 1 mei 2011        | ATP Belgrado       | Gravel        | Alexander Peya       | František Čermák Filip Polášek            | 5-7, 2-6                     | Details |
| 9.                               | 26 mei 2012       | ATP Nice           | Gravel        | Filip Polášek        | Bob Bryan Mike Bryan                      | 6-7(5), 3-6                  | Details |
| 10.                              | 28 april 2013     | ATP Boekarest      | Gravel        | Lukáš Dlouhý         | Maks Mirni Horia Tecău                    | 6-4, 4-6, [6-10]             | Details |
| 11.                              | 27 oktober 2013   | ATP Bazel          | Hardcourt (i) | Julian Knowle        | Treat Huey Dominic Inglot                 | 3-6, 6-3, [4-10]             | Details |
| 12.                              | 13 juli 2014      | ATP Båstad         | Gravel        | Jérémy Chardy        | Johan Brunström Nicholas Monroe           | 6-4, 6-7(5), [7-10]          | Details |
| 13.                              | 22 februari 2015  | ATP Rio de Janeiro | Gravel        | Pablo Andújar        | Martin Kližan Philipp Oswald              | 6-7(3), 4-6                  | Details |
| 14.                              | 1 maart 2015      | ATP Buenos Aires   | Gravel        | Pablo Andújar        | Jarkko Nieminen André Sá                  | 6-4, 4-6, [7-10]             | Details |
| 15.                              | 2 augustus 2015   | ATP Gstaad         | Gravel        | Aisam-ul-Haq Qureshi | Aliaksander Bury Denis Istomin            | 6-3, 2-6, [5-10]             | Details |
| 16.                              | 13 juni 2016      | ATP Stuttgart      | Gras          | Fabrice Martin       | Marcus Daniell Artem Sitak                | 7-6(4), 4-6, [8-10]          | Details |
| 17.                              | 2 oktober 2016    | ATP Shenzhen       | Hardcourt     | Fabrice Martin       | Fabio Fognini Robert Lindstedt            | 6-7(4), 3-6                  | Details |
| 18.                              | 30 oktober 2016   | ATP Wenen          | Hardcourt (i) | Fabrice Martin       | Lukasz Kubot Marcelo Melo                 | 6-4, 3-6, [11-13]            | Details |
| 19.                              | 18 juni 2017      | ATP Stuttgart      | Gras          | Mate Pavić           | Jamie Murray Bruno Soares                 | 7-6, 5-7, [5-10]             | details |
| 20.                              | 30 juni 2017      | ATP Antalya        | Gras          | Mate Pavić           | Robert Lindstedt Aisam-ul-Haq Qureshi     | 5-7, 1-4, opgave             | Details |
| 21.                              | 15 juli 2017      | Wimbledon          | Gras          | Mate Pavić           | Łukasz Kubot Marcelo Melo                 | 7-5, 5-7, 6-7(2), 6-3, 11-13 | Details |
| 22.                              | 18 februari 2018  | ATP Rotterdam      | Hardcourt (i) | Mate Pavić           | Pierre-Hugues Herbert Nicolas Mahut       | 6-2, 2-6, [7-10]             | Details |
| 23.                              | 22 april 2018     | ATP Monte Carlo    | Gravel        | Mate Pavić           | Bob Bryan Mike Bryan                      | 6-7(5), 3-6                  | Details |
| 24.                              | 9 juni 2018       | Roland Garros      | Gravel        | Mate Pavić           | Pierre-Hugues Herbert Nicolas Mahut       | 2-6, 6-7(4)                  | Details |
| 25.                              | 29 juli 2018      | ATP Hamburg        | Gravel        | Mate Pavić           | Julio Peralta Horacio Zeballos            | 1-6, 6-4, [6-10]             | Details |
| 26.                              | 7 oktober 2018    | ATP Peking         | Hardcourt     | Mate Pavić           | Łukasz Kubot Marcelo Melo                 | 1-6, 4-6                     | Details |
| 27.                              | 20 juli 2019      | ATP Umag           | Gravel        | Jürgen Melzer        | Robin Haase Philipp Oswald                | 5-7, 7-6(2), [12-14]         | Details |
| 28.                              | 29 februari 2020  | ATP Dubai          | Hardcourt     | Raven Klaasen        | John Peers Michael Venus                  | 3-6, 2-6                     | Details |
| 29.                              | 29 mei 2021       | ATP Parma          | Gravel        | Aisam-ul-Haq Qureshi | Simone Bolelli Máximo González            | 3-6, 3-6                     | Details |
| 30.                              | 3 oktober 2021    | ATP Sofia          | Hardcourt (i) | Philipp Oswald       | Jonny O'Mara Ken Skupski                  | 3-6, 4-6                     | Details |
| Gewonnen challengers herendubbel |                   |                    |               |                      |                                           |                              |         |
| 1.                               | 16 september 2001 | Boedapest          | Gravel        | Jarkko Nieminen      | Yuri Schukin Orest Tereshchuk             | 6-2, 6-2                     |         |
| 2.                               | 7 juli 2002       | Montauban          | Gravel        | Oleg Ogorodov        | Federico Browne Christian Kordasz         | 7-5, 7-6(3)                  |         |
| 3.                               | 15 september 2002 | Sofia              | Gravel        | Christopher Kas      | Ilia Kushev Luben Pampoulov               | 7-6(4), 6-7(7), 6-2          |         |
| 4.                               | 19 september 2004 | Teheran            | Gravel        | Jean-Claude Scherrer | Frank Moser Jean-Michel Pequery           | 6-0, 6-0                     |         |
| 5.                               | 3 april 2005      | San Luis Potosi    | Gravel        | Łukasz Kubot         | Juan Pablo Brzezicki Juan-Pablo Guzman    | 6-1, 3-6, 6-3                |         |
| 6.                               | 10 juli 2005      | Oberstaufen        | Gravel        | Jean-Claude Scherrer | Werner Eschauer Christopher Kas           | 7-5, 6-3                     |         |
| 7.                               | 30 oktober 2005   | Santiago           | Gravel        | Daniel Köllerer      | Lucas Arnold Ker Giovanni Lapentti        | 6-4, 6-3                     |         |
| 8.                               | 1 januari 2006    | Doha               | Hardcourt     | Łukasz Kubot         | Alexey Kedryuk Orest Tereshchuk           | 6-4, 6-1                     |         |
| 9.                               | 18 juni 2006      | Lugano             | Gravel        | Giorgio Galimberti   | Leonardo Azzaro Sergio Roltman            | 7-5, 6-3                     |         |
| 10.                              | 15 april 2007     | Casablanca         | Gravel        | Łukasz Kubot         | Michal Mertiňák Robin Vik                 | 6-3, 6-3                     |         |
| 11.                              | 6 mei 2007        | Tunis              | Hardcourt (i) | Łukasz Kubot         | Marc Fornell-Mestres Lamine Ouahab        | 6-2, 6-2                     |         |
| 12.                              | 24 augustus 2008  | Karshi             | Hardcourt     | Łukasz Kubot         | Andreas Haider-Maurer Philipp Oswald      | 6-4, 6-4                     |         |
| 13.                              | 26 oktober 2008   | Seoel              | Hardcourt     | Łukasz Kubot         | Sanchai Ratiwatana Sonchat Ratiwatana     | 7-5, 4-6, [10-6]             |         |
| 14.                              | 23 november 2008  | Helsinki           | Hardcourt (i) | Łukasz Kubot         | Eric Butorac Lovro Zovko                  | 6-7(2), 7-6(7), [10-6]       |         |
| 15.                              | 30 november 2008  | Cancún             | Gravel        | Łukasz Kubot         | Hsin-Han Lee Yang Tsung-hua               | 7-5, 6-2                     |         |
| 16.                              | 19 februari 2013  | Bordeaux           | Gravel        | Christopher Kas      | Nicholas Monroe Simon Stadler             | 2-6, 6-4, [10-1]             |         |
| 17.                              | 8 september 2013  | Genua              | Gravel        | Daniele Bracciali    | Marin Draganja Mate Pavić                 | 6-3, 2-6, [11-9]             |         |
| 18.                              | 13 oktober 2013   | Rennes             | Hardcourt (i) | Florin Mergea        | Nicholas Monroe Simon Stadler             | 6-4, 3-6, [10-7]             |         |
| 19.                              | 3 november 2013   | Genève             | Hardcourt (i) | Florin Mergea        | František Čermák Philipp Oswald           | 6-4, 6-3                     |         |
| 20.                              | 8 mei 2016        | Aix-en-Provence    | Gravel        | Philipp Oswald       | Guillermo Durán Máximo González           | 6-1, 4-6, [10-7]             |         |

## Prestatietabel
| Legenda | Legenda                          |
| ------- | -------------------------------- |
| g.t.    | geen toernooi gehouden           |
| l.c.    | lagere categorie                 |
| –       | niet deelgenomen                 |
| G       | uitgeschakeld in de groepsfase   |
| 1R      | uitgeschakeld in de eerste ronde |
| 2R      | uitgeschakeld in de tweede ronde |
| 3R      | uitgeschakeld in de derde ronde  |
| 4R      | uitgeschakeld in de vierde ronde |
| KF      | uitgeschakeld in de kwartfinale  |
| HF      | uitgeschakeld in de halve finale |
| F       | de finale verloren               |
| W       | het toernooi gewonnen            |
| w-v     | winst/verlies-balans             |

### Dubbelspel
| Grandslamtoernooien  |      |      |      |      |      |      |      |      |      |      |      |      |      |      |      |      |      |
| Australian Open      | 1R   | 3R   | 1R   | HF   | 3R   | KF   | 1R   | 1R   | 2R   | 3R   | 2R   | –    | W    | 2R   | 2R   | 1R   |      |
| Roland Garros        | 2R   | 3R   | –    | 2R   | KF   | 1R   | KF   | 3R   | 2R   | 2R   | 2R   | 2R   | F    | 3R   | 1R   | 2R   |      |
| Wimbledon            | 2R   | –    | 1R   | KF   | 1R   | –    | 2R   | –    | 1R   | 1R   | 3R   | F    | 1R   | 2R   | g.t. | 3R   |      |
| US Open              | 1R   | –    | –    | 1R   | KF   | –    | –    | 2R   | 1R   | 1R   | 2R   | 3R   | 1R   | KF   | 1R   |      |      |
| ATP Finals           |      |      |      |      |      |      |      |      |      |      |      |      |      |      |      |      |      |
| ATP Finals           | –    | –    | –    | G    | G    | –    | –    | –    | –    | –    | –    | G    | G    | –    | –    |      |      |
| ATP Masters 1000     |      |      |      |      |      |      |      |      |      |      |      |      |      |      |      |      |      |
| Indian Wells         | –    | –    | –    | 2R   | –    | 2R   | 2R   | –    | –    | –    | –    | –    | HF   | HF   | g.t. |      |      |
| Miami                | –    | –    | –    | –    | 1R   | HF   | 2R   | KF   | 2R   | –    | 1R   | 1R   | KF   | KF   | g.t. | KF   |      |
| Monte Carlo          | –    | –    | –    | 2R   | KF   | KF   | KF   | –    | 1R   | –    | 1R   | –    | F    | 2R   | g.t. | 1R   |      |
| Hamburg              | –    | –    | –    | l.c. | l.c. | l.c. | l.c. | l.c. | l.c. | l.c. | l.c. | l.c. | l.c. | l.c. | l.c. | l.c. | l.c. |
| Madrid               | –    | –    | –    | –    | KF   | 2R   | 1R   | 1R   | –    | –    | –    | 2R   | –    | KF   | g.t. | 1R   |      |
| Rome                 | –    | –    | –    | –    | HF   | KF   | –    | –    | –    | –    | KF   | 2R   | KF   | HF   | 1R   | 1R   |      |
| Montreal/Toronto     | –    | –    | –    | KF   | 2R   | –    | –    | –    | –    | –    | –    | HF   | HF   | 1R   | g.t. | 2R   |      |
| Cincinnati           | –    | –    | –    | HF   | HF   | 1R   | –    | –    | –    | –    | –    | 2R   | 2R   | 1R   | 2R   |      |      |
| Shanghai             | l.c. | l.c. | l.c. | KF   | HF   | 2R   | –    | –    | –    | –    | 1R   | KF   | HF   | 1R   | g.t. |      |      |
| Parijs               | –    | –    | –    | 1R   | KF   | KF   | –    | –    | –    | –    | –    | –    | HF   | –    | KF   |      |      |
| Olympische Spelen    |      |      |      |      |      |      |      |      |      |      |      |      |      |      |      |      |      |
| Olympische Spelen    | g.t. | g.t. | –    | g.t. | g.t. | g.t. | –    | g.t. | g.t. | g.t. | KF   | g.t. | g.t. | g.t. | g.t. | 2R   |      |
| Statistieken         |      |      |      |      |      |      |      |      |      |      |      |      |      |      |      |      |      |
| Totaal aantal titels | 0    | 1    | 1    | 3    | 3    | 3    | 1    | 0    | 1    | 0    | 2    | 2    | 3    | 2    | 0    | 0    |      |
| Eindejaarsranking    | 40   | 48   | 69   | 13   | 11   | 17   | 48   | 38   | 67   | 48   | 33   | 19   | 4    | 32   | 29   |      |      |